# Ptychohyla euthysanota
Ptychohyla euthysanota és una espècie de granota que es troba al Salvador, Guatemala, Mèxic i, possiblement també, a Hondures.
Està amenaçada d'extinció per la pèrdua del seu hàbitat natural.